# Locquénolé
Locquénolé település Franciaországban, Finistère megyében. Lakosainak száma 792 fő (2022. január 1.). Locquénolé Carantec és Taulé községekkel határos.

## Népesség
A település népességének változása:
| Lakosok száma | 615  | 648  | 726  | 733  | 814  | 791  | 787  | 795  | 799  | 792  |
|               | 1968 | 1982 | 1990 | 2006 | 2013 | 2015 | 2017 | 2019 | 2020 | 2022 |